# Taurisano
Taurisano est une commune italienne de la province de Lecce, dans la région des Pouilles.

## Administration
| Période                                  | Période     | Identité       | Étiquette     | Qualité |
| ---------------------------------------- | ----------- | -------------- | ------------- | ------- |
| 15 mai 2001                              | 16 mai 2011 | Luigi Guidano  | liste civique |         |
| 16 mai 2011                              | 6 juin 2016 | Lucio Di Seclì |               |         |
| 6 juin 2016                              | En cours    | Raffaele Stasi | liste civique |         |
| Les données manquantes sont à compléter. |             |                |               |         |

### Hameaux
Aucun

### Communes limitrophes
Acquarica del Capo, Casarano, Ruffano, Ugento.

## Personnalités
- Giulio Cesare Vanini, philosophe et naturaliste.